# スターマーク
スターマーク（）は、押しボタン式電話機のボタンに使用される記号である。
「星印」や「スター」、またその形状の類似性から幼児〜子供を中心に「ミッフィーちゃんのおくち」などとも呼ばれる。「米印」と呼ばれることもあるが、これは誤りである。

## 概要

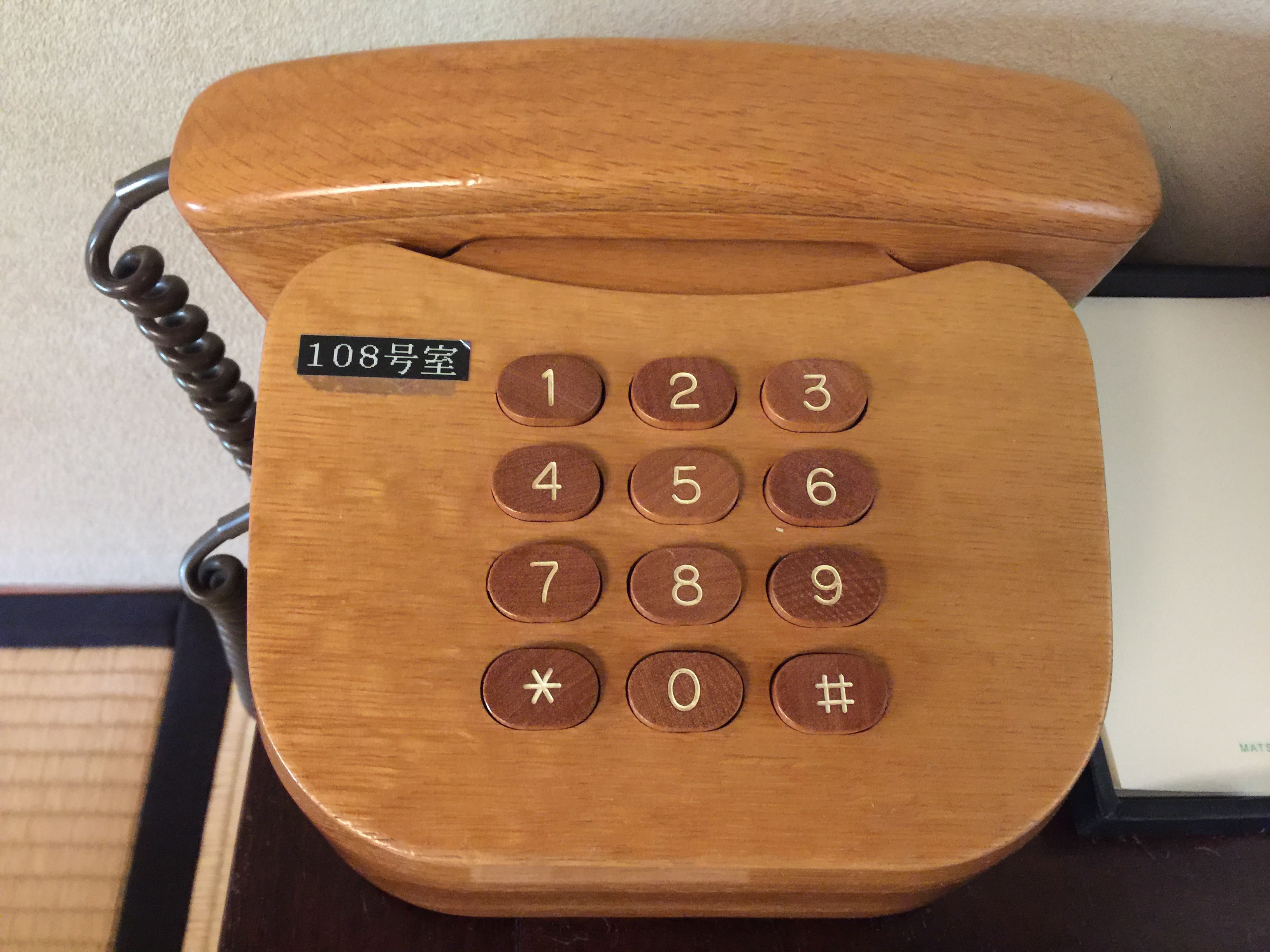
スターマークは電話機のダイヤル（ボタン）の左下端にある。

「×」（掛ける、クロス）に横線を重ねた記号である。この字形はITU-T勧告Q23で規定されている。
押しボタン式電話機では多くの場合、左下端となる位置（「0」の左で「7」の下）に配置される。
ダイヤル回線使用中の状態でこのボタンを押すと一時的にトーン信号を送信できるようになる。現在ではビジネス用電話機などで短縮ダイヤルの目的でこのボタンが使用できるようになっていることが多く、内線電話の通話に使用されることが多い。
多くの文字コードには存在せず、Unicodeにも長らく存在しなかったが、Unicode 5.1で使用可能となった。
スターマークを90度回転させると、「＊」（アスタリスク）となる。液晶表示機能のついた携帯電話やスマートフォンでは、スターマークをアスタリスクで代用することがある。

## 占星術での意味
西洋占星術ではアスペクトのセクスタイルを表し、幸運の意味を持つ。

## 符号位置
| 記号 | Unicode | JIS X 0213 | 文字参照         | 名称         |
| ---- | ------- | ---------- | ---------------- | ------------ |
| ⚹    | U+26B9  |            | &#x26B9; &#9913; | セクスタイル |